# Dammtjärnen (Los socken, Hälsingland, 685116-146761)
Dammtjärnen är en sjö i Ljusdals kommun i Hälsingland och ingår i Ljusnans huvudavrinningsområde.